# رابرت ریه‌تی
رابرت ریه‌تی (به انگلیسی: Robert Rietti) (زاده ۸ فوریهٔ ۱۹۲۳ – درگذشته ۳ آوریل ۲۰۱۵) بازیگر انگلیسی بود. از فیلم‌های معروف او می‌توان به بازی در طالع نحس و داستان یوسف و برادرانش اشاره کرد.